# European Brewing Convention
European Brewing Convention (EBC) är en standard för färgstyrkan på öl. Den amerikanska motsvarigheten är SRM (Standard Reference Method) och båda värdena tas fram genom att mäta absorptionsmängden av ljus med våglängden 430 nm. Den enda skillnaden mellan de olika standardena är storleken på den kyvett som används vid mätningen.
Förhållandet mellan EBC och SRM kan beskrivas med följande formler:
{\displaystyle {\mbox{EBC}}={\mbox{SRM}}\times 1.97}
{\displaystyle {\mbox{SRM}}={\mbox{EBC}}\times .508};
Som en tumregel gäller att EBC är approximativt två gånger större värdet för SRM.
| SRM | Exempel         | Ölfärg | EBC |
| --- | --------------- | ------ | --- |
| 2   | ljus lager      |        | 4   |
| 3   | Tysk Pilsener   |        | 6   |
| 4   | Pilsner Urquell |        | 8   |
| 6   |                 |        | 12  |
| 8   | Weissbier       |        | 16  |
| 10  | pale ale        |        | 20  |
| 13  |                 |        | 26  |
| 17  | Mörk lager      |        | 33  |
| 20  |                 |        | 39  |
| 24  |                 |        | 47  |
| 29  | Porter          |        | 57  |
| 35  | Stout           |        | 69  |
| 40  |                 |        | 79  |
| 70  | Imperial stout  |        | 138 |